# 346 Hermentaria
A 346 Hermentaria (ideiglenes jelöléssel 1892 P) a Naprendszer kisbolygóövében található aszteroida. Auguste Charlois fedezte fel 1892. november 25-én.